# Ferrier Peninsula
Ferrier Peninsula är en udde i Antarktis. Den ligger på Laurie Island i Sydorkneyöarna. Argentina och Storbritannien gör anspråk på området. 
Terrängen inåt land är huvudsakligen kuperad, men den allra närmaste omgivningen är platt. Havet är nära Ferrier Peninsula åt sydost. Trakten är obefolkad.